# Val-Revermont
Val-Revermont es una comuna nueva francesa situada en el departamento de Ain, de la región de Auvernia-Ródano-Alpes.

## Historia
Fue creada el 1 de enero de 2016, en aplicación de una resolución del prefecto de Ain del 4 de diciembre de 2015 con la unión de las comunas de Pressiat y Treffort-Cuisiat, pasando a estar el ayuntamiento en la antigua comuna de Treffort.

## Demografía
| Gráfica de evolución demográfica de Val-Revermont entre 1800 y 2013 |
|                                                                     |

Los datos entre 1800 y 2013 son el resultado de sumar los parciales de las dos comunas que forman la nueva comuna de Val-Revermont, cuyos datos se han cogido de 1800 a 1999, para las comunas de Cuisiat, Pressiat y Treffort de la página francesa EHESS/Cassini. Los demás datos se han cogido de la página del INSEE.

## Composición
| Comuna delegada  | Código INSEE | Población (2013) | Superficie (km²) | Densidad (hab./km²) |
| ---------------- | ------------ | ---------------- | ---------------- | ------------------- |
| Pressiat         | 01312        | 237              | 6.01             | 39                  |
| Treffort-Cuisiat | 01426        | 2287             | 39.41            | 58                  |